# Saint-Noël
Saint-Noël es una localidad canadiense ubicada en la región de Bas-Saint-Laurent, provincia de Quebec. Está ubicada en el municipio regional de condado (MRC) de La Matapédia.

## Toponimia
El nombre de la localidad de Saint-Noël es en honor del mártir jesuita canadiense Noel Chabanel.